# Quei secondi fatali
Quei secondi fatali è stato un programma televisivo in onda dal lunedì al venerdì fino al 2018 sull'emittente National Geographic Channel della piattaforma satellitare Sky Italia, che parlava dei più grandi disastri naturali e umani attraverso le indagini che condurranno al colpevole. Le voci del programma sono di Saverio Indrio (prima stagione) e Valerio Sacco (dalla terza alla settima).

## Episodi

### Stagione 1 (2004)
| nº | Titolo originale            | Titolo italiano                     | Data dell'incidente |
| -- | --------------------------- | ----------------------------------- | ------------------- |
| 1  | Crash of the Concorde       | La tragedia del Concorde            | 25 luglio 2000      |
| 2  | Tunnel Inferno              | Inferno nel tunnel del Monte Bianco | 24 marzo 1999       |
| 3  | The Bomb in Oklahoma City   | Bomba a Oklahoma City               | 19 aprile 1995      |
| 4  | Fire on the Star            | Incendio sulla Stella               | 7 aprile 1990       |
| 5  | Derailment at Eschede       | Disastro ad alta velocità           | 3 giugno 1998       |
| 6  | Wreck of the Sunset Limited | La sciagura della Sunset Limited    | 22 settembre 1993   |
| 7  | Meltdown in Chernobyl       | Il disastro di Chernobyl            | 26 aprile 1986      |
| 8  | Inferno in Guadalajara      | Inferno a Guadalajara               | 22 aprile 1992      |
| 9  | Fire on the Ski Slope       | Pista in fiamme                     | 11 novembre 2000    |
| 10 | Explosion in the North Sea  | Esplosione nel Mare del Nord        | 6 luglio 1988       |
| 11 | Flood at Stava Dam          | Il disastro di Stava                | 19 luglio 1985      |
| 12 | Collision on the Runway     | Collisione fatale                   | 27 marzo 1977       |
| 13 | Pentagon 9/11               | 11 settembre. Attacco al Pentagono  | 11 settembre 2001   |

### Stagione 2 (2005)
| nº | Titolo originale               | Titolo italiano                        | Data dell'incidente |
| -- | ------------------------------ | -------------------------------------- | ------------------- |
| 1  | Space Shuttle Columbia         | La misteriosa esplosione del Columbia  | 1 febbraio 2003     |
| 2  | Alpine Tsunami                 | Tsunami Alpino                         | 23 febbraio 1999    |
| 3  | Motorway Plane Crash           | Un tragico errore                      | 8 gennaio 1989      |
| 4  | Mount St. Helens Eruption      | L'eruzione del Sant'Elena              | 18 maggio 1980      |
| 5  | Zeebrugge Ferry Disaster       | Il disastro del traghetto di Zeebrugge | 6 marzo 1987        |
| 6  | Kobe Earthquake                | Il terremoto di Kobe                   | 17 gennaio 1995     |
| 7  | Crash Landing at Sioux City    | Atterraggio d'emergenza                | 19 luglio 1989      |
| 8  | The Bali Bombing               | Gli attentati di Bali                  | 12 ottobre 2002     |
| 9  | Hotel Collapse Singapore       | Il crollo dell'Hotel New World         | 15 marzo 1986       |
| 10 | TWA 800                        | Volo TWA 800                           | 17 luglio 1996      |
| 11 | Paris Train Crash              | Catastrofe ferroviaria a Parigi        | 27 giugno 1988      |
| 12 | The Hindenburg                 | L'Hindenburg                           | 6 maggio 1937       |
| 13 | Puerto Rico Gas Explosion      | L'esplosione di Puerto Rico            | 21 novembre 1996    |
| 14 | Skywalk Collapse               | Crollo all'hotel Hyatt Regency         | 17 luglio 1981      |
| 15 | Amsterdam Air Crash            | Schianto aereo ad Amsterdam            | 4 ottobre 1992      |
| 16 | Russia's Nuclear Sub Nightmare | L'incubo del sottomarino russo Kursk   | 12 agosto 2000      |
| 17 | King's Cross Fire              | Incendio a King's Cross                | 18 novembre 1987    |
| 18 | US Embassy Bombings            | Bombe sull'ambasciata americana        | 7 agosto 1998       |
| 19 | Florida Swamp Air Crash        | Disastro nella palude                  | 11 maggio 1996      |

### Stagione 3 (2006-2007)
| nº | Titolo originale           | Titolo italiano                       | Data dell'incidente             |
| -- | -------------------------- | ------------------------------------- | ------------------------------- |
| 1  | Titanic                    | Il Titanic                            | 14-15 aprile 1912               |
| 2  | Aircraft Carrier Explosion | Esplosione prima del decollo          | 29 luglio 1967                  |
| 3  | Plane Crash in Queens      | Disastro aereo a New York             | 12 novembre 2001                |
| 4  | Munich Olympic Massacre    | Monaco: Il massacro delle Olimpiadi   | 5-6 settembre 1972              |
| 5  | Superstore Collapse        | Tragedia al centro commerciale        | 29 giugno 1995                  |
| 6  | Plane Crash in the Potomac | Collisione con il ponte               | 13 gennaio 1982                 |
| 7  | Asian Tsunami              | Lo Tsunami di Sumatra                 | 26 dicembre 2004                |
| 8  | Comet Air Crash            | Tragedia sul Mediterraneo             | 10 gennaio 1954                 |
| 9  | Chicago Air Crash          | Disastro aereo a Chicago              | 25 maggio 1979                  |
| 10 | Texas Oil Explosion        | Esplosione di una raffineria          | 23 marzo 2005                   |
| 11 | Tornado Outbreak           | La tempesta che sconvolse l'America   | 3-4 aprile 1974                 |
| 12 | Space Shuttle Explosion    | L'esplosione dello Shuttle Challenger | 28 gennaio 1986                 |
| 13 | Eruption on Montserrat     | L'eruzione di Montserrat              | 18 luglio 1995-26 dicembre 1997 |

### Stagione 4 (2011)
| nº | Titolo originale           | Titolo italiano                 | Data dell'incidente |
| -- | -------------------------- | ------------------------------- | ------------------- |
| 1  | 9/11                       | 11/9 Una mattina di settembre   | 11 settembre 2001   |
| 2  | Pearl Harbor               | Pearl Harbor                    | 7 dicembre 1941     |
| 3  | Paddington Train Collision | La morte corre lungo i binari   | 5 ottobre 1999      |
| 4  | Collision at 35,000 Feet   | Morte ad alta quota             | 1 luglio 2002       |
| 5  | Cable Car Collision        | Cermis: la strage della funivia | 3 febbraio 1998     |
| 6  | Bhopal Nightmare           | Nube assassina                  | 2-3 dicembre 1984   |

### Stagione 5 (2012)
| nº | Titolo originale      | Titolo italiano                     | Data dell'incidente        |
| -- | --------------------- | ----------------------------------- | -------------------------- |
| 1  | Fukushima             | Fukushima: incubo nucleare          | 11 marzo 2011              |
| 2  | The Bismarck          | L'affondamento della Bismarck       | 27 maggio 1941             |
| 3  | Mountain Tsunami      | Vajont: una tragedia immensa        | 9 ottobre 1963             |
| 4  | Waco Cult             | 51 giorni d'assedio                 | 28 febbraio-19 aprile 1993 |
| 5  | The Deepwater Horizon | La catastrofe del Golfo del Messico | 20 aprile 2010             |
| 6  | Mumbai Massacre       | Massacro a Mumbai                   | 26 novembre 2008           |

### Stagione 6 (2012-2013)
| nº | Titolo originale              | Titolo italiano                     | Data dell'incidente |
| -- | ----------------------------- | ----------------------------------- | ------------------- |
| 1  | Norway Massacre: I Was There  | Massacro in Norvegia: io c'ero      | 22 luglio 2011      |
| 2  | Jonestown Cult Suicide        | Il suicidio collettivo di Jonestown | 18 novembre 1978    |
| 3  | Fire in the Cockpit           | Fuoco in cabina                     | 2 settembre 1998    |
| 4  | Black Hawk Down               | Black Hawk Down                     | 3-4 ottobre 1993    |
| 5  | Into The Death Zone           | Trappola mortale sull'Everest       | 10-11 maggio 1996   |
| 6  | Terrified Over Tokyo          | Terrore nei cieli di Tokyo          | 12 agosto 1985      |
| 7  | Runaway Train                 | Morte sulle rotaie                  | 25 aprile 2005      |
| 8  | Nagasaki - The Forgotten Bomb | Nagasaki. Una bomba di troppo?      | 9 agosto 1945       |
| 9  | Sinking The Coventry          | L'affondamento del Conventry        | 25 maggio 1982      |
| 10 | Chinook Helicopter Crash      | Disastro in Irlanda                 | 2 giugno 1994       |

### Stagione 7 (2017-2018)
- Dettagli mortali, trasmesso l'8 gennaio 2018 comprende 2 disastri aerei già trattati nella stagione precedente: Fuoco in cabina e Terrore nei cieli di Tokyo.
- L'elicottero abbattuto, trasmesso il 15 gennaio 2018 comprende 2 casi già affrontati nella precedente stagione: Black Hawk Down e Disastro in Irlanda; entrambi incentrati sul disastro di un elicottero.